# Élément symétrique
 (janvier 2019).
Si vous disposez d'ouvrages ou d'articles de référence ou si vous connaissez des sites web de qualité traitant du thème abordé ici, merci de compléter l'article en donnant les références utiles à sa vérifiabilité et en les liant à la section « Notes et références ».
En mathématiques, la notion d'élément symétrique généralise les concepts d'opposé en rapport avec l'addition et d'inverse en rapport avec la multiplication.

## Définition
Soit E un ensemble muni d'une loi de composition interne {\displaystyle *} admettant un élément neutre {\displaystyle e\in E}. Soient deux éléments {\displaystyle a} et {\displaystyle b} de E.
- Si {\displaystyle a*b=e}, {\displaystyle a} est dit élément symétrique à gauche de {\displaystyle b} et {\displaystyle b} est dit élément symétrique à droite de {\displaystyle a}.
- Si {\displaystyle a*b=b*a=e}, {\displaystyle a} est dit élément symétrique de {\displaystyle b}.

Un élément de E qui admet au moins un symétrique à droite est dit symétrisable à droite ; s'il admet au moins un symétrique à gauche, il est dit symétrisable à gauche ; s'il admet au moins un élément symétrique, il est dit symétrisable.

## Propriétés
Si {\displaystyle (E,*)} est un monoïde (c'est-à-dire si {\displaystyle *} est associative et si E possède un neutre e pour cette loi), on a les propriétés suivantes :
- si un élément b possède un symétrique à gauche a alors b est régulier à gauche car{\displaystyle \forall x\in E\quad a*(b*x)=(a*b)*x=e*x=x}(et de même en remplaçant partout gauche par droite) ;
- si un élément a possède à la fois un symétrique à gauche b et un symétrique à droite c, alors b = c (et le symétrique est donc unique) carb = b • e = b • (a • c) = (b • a) • c = e • c = c ;
- les éléments symétrisables de E forment un groupe.

## Exemples
- Tout nombre réel {\displaystyle x} possède un symétrique pour l'addition, noté {\displaystyle -x}. Tout nombre réel non nul possède un symétrique pour la multiplication, noté {\displaystyle {\tfrac {1}{x}}}.
- Si {\displaystyle (E,+,\times )} est un anneau unitaire alors {\displaystyle (E,\times )} est un monoïde, dont le groupe des éléments symétrisables est appelé le groupe des inversibles de l'anneau et noté {\displaystyle U(E)} ou {\displaystyle E^{\times }}.
- Si E est l'anneau des matrices carrées de taille fixée à coefficients dans un corps, son groupe des inversibles est le groupe linéaire, constitué des matrices de déterminant non nul. Si le déterminant d'une matrice est nul, elle ne possède aucun symétrique, à gauche comme à droite ; l'existence d'un symétrique à gauche ou à droite implique dans ce cas l'existence d'un symétrique.
- De façon générale, une matrice carrée sur un anneau commutatif A est inversible si et seulement si son déterminant est inversible dans A.